# May (gouverneur)
Pour les articles homonymes, voir May.
May est un ancien fonctionnaire égyptien du Nouvel Empire en fonction sous le roi Thoutmôsis III.
May est connu par sa tombe à Qaou el-Kébir et par une, voire deux statues. Il porte les titres de maire et de surveillant des prêtres et était donc très probablement le gouverneur local de Tjebou (Ṯbw), actuellement Qaou el-Kébir.

## Sépulture
La tombe de May a été fouillée à Qaou el-Kébir. Elle comporte plusieurs chambres souterraines. On y a également trouvé les fragments de son sarcophage, qui a été brisé en morceaux. Le sarcophage était décoré à l'intérieur et à l'extérieur, fournissant les noms et les titres de May.

## Statues
May est également connu par une statue qui se trouve maintenant au Musée égyptien de Berlin. Elle montre May assis sur une chaise. Les inscriptions fournissent son nom et ses titres. Sur la statue figure également le nom du roi Thoutmôsis III, ce qui permet de le dater précisément. Il porte autour du cou l'or d'honneur. Il doit l'avoir reçu du roi. Une deuxième statue, qui se trouve actuellement au musée de Louxor, est d'un style très proche et montre également un fonctionnaire avec l'or d'honneur. La statue ne porte pas d'inscription mais pourrait également appartenir à May.